# Munidopsis acuta
Munidopsis acuta is een tienpotigensoort uit de familie van de Munidopsidae. De wetenschappelijke naam van de soort werd in 1881 voor het eerst geldig gepubliceerd door Alphonse Milne-Edwards.